# 短趾屈筋
短趾屈筋（たんしくっきん、Flexor digitorum brevis muscle）は人間の下肢の筋肉で第2～5趾PIP関節の屈曲を行う。
踵骨隆起の下面と足底腱膜の近位部から起始し、第2～4趾の中節骨で停止する。その前で2分している。